# Palais Savassona
Le Palais Savassona est une ancienne maison seigneuriale du XVIIIe siècle, située dans la rue Canuda du quartier gothique de la vieille ville de Barcelone.

## Présentation
Le palais est le siège de l'institution culturelle de l'Athénée barcelonais (en catalan: Ateneu Barcelonès).

## Protection officielle
L'édifice est déclaré monument historique en 1981.
Il est inventorié en tant que Bien d'Intérêt Culturel du patrimoine espagnol avec le code RI-51-0004467.